# Centrale thermique d'Azito
La centrale thermique d'Azito est une centrale électrique ivoirienne entrée en service en janvier 1999, et produisant de l'électricité grâce au gaz. Elle est située dans la zone de Niangon-Sud, à proximité du village d'Azito ayant donné son nom à la centrale, au sein de la commune abidjanaise de Yopougon.
En 2014, parmi les 75 % d'énergie produite par les centrales thermiques ivoiriennes, la centrale d'Azito contribue à hauteur de 35 % de cette production.

## Azito I et II
Les deux premières centrales du site d'Azito, dont les travaux ont démarré en juillet 1998, ont été respectivement mises en service en janvier 1999 et février 2000. Identiques en termes de conception et construction, elles sont toutes deux équipées d'une turbine à gaz GT 13 E2, conçue par Alstom Power.